# I-Doser
I-Doser ist eine Anwendung zur Wiedergabe von proprietärem Audioinhalt. Die getrennt erhältlichen Titel dienen der Simulation spezieller Geisteszustände durch die Verwendung von binauralen Beats. Einige Titel sind nach illegalen Modedrogen benannt. Die Software wurde bereits mehrere Millionen Mal heruntergeladen und basiert auf dem frei erhältlichen GPL-lizenzierten Binaurale-Beats-Generator SBaGen. Der Player kann kostenlos heruntergeladen werden, wobei die Gratis-Variante einige Beispieltitel enthält. Zusätzlicher Inhalt kann gekauft werden.

## Vermarktung
Die Titel sind üblicherweise 30 bis 40 Minuten lang. Die Dateien mit der Endung .drg, die nur von I-Doser verarbeitet werden können, enthalten die kodierten Töne. Die meisten wiederverwendbaren Dosen kosten zwischen $1,99 und $9,99 USD. Es gibt eine kleine Anzahl an experimentellen Premium-Dosen, die entsprechend mehr kosten. Einige werden zur Entspannung verkauft, andere simulieren Substanzen oder dienen der geistigen Optimierung. Es sind auch mobile Apps mit In-App-Käufen für iOS und Android verfügbar. MP3-Dateien können ebenfalls erworben werden. Zum Anhören der „Hördrogen“ verweist der Entwickler auf seiner Website auf höherpreisige Kopfhörermodelle von Drittherstellern, die „binaural brainwave approved“ sind.

## Bewertung der Behauptungen
Die Erforschung der hinter I-Doser steckenden neurologischen Technologie ist dürftig. Vorhandene Kreuzgutachten deuten darauf hin, dass einige binaurale Beats als schmerzlindernde Ergänzungen agieren, die geistigen Leistungen und Stimmungen oder Wahrnehmungen beeinflussen können. Jedoch gibt es keine formalen Studien zu Auswirkungen speziell von I-Doser. Zu dem Thema befragte Forscher der Oregon Health & Science University haben ihre Skepsis über die wissenschaftliche Basis ausgedrückt. Sie beziehen sich dabei auf eine durch vier Personen kontrollierte Studie zu binauralen Beats. Andere Universitäten haben ebenfalls ihre Zweifel erklärt.